# 亞當斯米爾 (印地安納州)
亞當斯米爾（英語：Adams Mill）是位於美國印地安納州卡洛爾縣的一個非建制地區。該地的面積和人口皆未知。

## 地理
亞當斯米爾的座標為40°28′50″N 86°30′32″W / 40.48056°N 86.50889°W，而該地的平均海拔高度為207米（即679英尺）。